# TrackMania (serie)
TrackMania è una serie di videogiochi di corse e stunt disponibile principalmente per PC creata nel 2003 dalla Nadeo.

## Caratteristiche salienti della serie
Il gioco si è distinto nell'arco del tempo per la sua originalità: questo titolo, contrariamente alla maggior parte dei titoli di corsa, non ha mai puntato ad una simulazione delle corse reali ma ne ha invece esasperato l'aspetto agonistico puntando fortemente sull'aspetto più "acrobatico", inserendo cose come giri della morte o rampe per i salti. Le macchine spesso raggiungono velocità impossibili da ottenere nella realtà e il design dei tracciati trasforma il gioco più in un insieme di riflessi e di puzzle che di guida "classica". Quest'ultimo fattore è dovuto anche al fatto che nei vari capitoli della serie un ruolo centrale nell'economia del gioco lo riveste il versatile ma potente editor di tracciati con cui i giocatori possono costruire facilmente i propri percorsi. Addirittura ogni titolo presenta delle modalità che ruotano intorno all'uso dell'editor stesso.
In seconda battuta non si può non sottolineare l'importanza che il gioco online ha rivestito per la serie, tanto che il successo ottenuto ha portato la serie con il tempo a diventare disciplina dei World Cyber Games, le olimpiadi del videogioco.

## Titoli
| Titolo                     | Anno | Sviluppatore          | Publisher                                                                   | Piattaforme                                                        |
| -------------------------- | ---- | --------------------- | --------------------------------------------------------------------------- | ------------------------------------------------------------------ |
| TrackMania                 | 2003 | Nadeo                 | Digital Jesters/Focus Home Interactive/Enlight Softwares/Buka Entertainment | PC                                                                 |
| TrackMania: Power-Up!      | 2004 | Nadeo                 | Digital Jesters/Focus Home Interactive/Enlight Softwares/Buka Entertainment | PC                                                                 |
| TrackMania: Speed Up!      | 2004 | Nadeo                 | Digital Jesters/Focus Home Interactive/Enlight Softwares/Buka Entertainment | PC                                                                 |
| TrackMania Sunrise         | 2005 | Nadeo                 | Digital Jesters/Focus Home Interactive/Enlight Softwares                    | PC                                                                 |
| TrackMania Sunrise Extreme | 2005 | Nadeo                 | Digital Jesters/Focus Home Interactive/Enlight Softwares                    | PC                                                                 |
| TrackMania Original        | 2005 | Nadeo                 | Focus Home Interactive                                                      | PC                                                                 |
| TrackMania: Level Up!      | 2006 | Nadeo                 | Digital Jesters/Focus Home Interactive/Enlight Softwares/Buka Entertainment | PC                                                                 |
| TrackMania Nations         | 2006 | Nadeo                 | Focus Home Interactive/Deep Silver                                          | PC                                                                 |
| TrackMania United          | 2006 | Nadeo                 | Deep Silver/Buka Entertainment/Enlight Softwares/QV Software                | PC                                                                 |
| TrackMania United Forever  | 2008 | Nadeo                 | Focus Home Interactive                                                      | PC                                                                 |
| TrackMania Nations Forever | 2008 | Nadeo                 | Focus Home Interactive                                                      | PC                                                                 |
| TrackMania DS              | 2008 | Atlus/Firebrand Games | Atlus/Focus Home Interactive                                                | Nintendo DS                                                        |
| TrackMania: Build to Race  | 2010 | Firebrand Games       | Focus Home Interactive/DreamCatcher Interactive                             | Nintendo Wii                                                       |
| TrackMania Turbo (DS)      | 2010 | Firebrand Games       | Focus Home Interactive/DreamCatcher Interactive                             | Nintendo DS                                                        |
| TrackMania 2: Canyon       | 2011 | Nadeo                 | Ubisoft                                                                     | PC                                                                 |
| TrackMania 2: Platform     | 2012 | Nadeo                 | Ubisoft                                                                     | PC                                                                 |
| TrackMania 2: Stadium      | 2013 | Nadeo                 | Ubisoft                                                                     | PC                                                                 |
| TrackMania 2: Valley       | 2013 | Nadeo                 | Ubisoft                                                                     | PC                                                                 |
| TrackMania Turbo           | 2016 | Nadeo                 | Ubisoft                                                                     | PC, Xbox One, Playstation 4, HTC Vive, Oculus Rift, Playstation VR |
| TrackMania 2: Lagoon       | 2017 | Nadeo                 | Ubisoft                                                                     | PC                                                                 |
| TrackMania (2020)          | 2020 | Nadeo                 | Ubisoft                                                                     | PC (2020), Xbox Series, Playstation 4 e PlayStation 5 (2022)       |

### TrackMania
Il primo capitolo della serie uscito nel 2003. Il prezzo contenuto e l'originalità dello stile fece ottenere al gioco immediati consensi. Il gioco era caratterizzato da tre tipi di corse, ognuno con un'ambientazione e un'auto (con relativa fisica di guida) specifico.

#### L'espansioneTrackMania: Power Up!
La prima espansione per il titolo originale esce nel 2004 e porta con sé una nuova modalità, denominata "sopravvivenza", che vede il giocatore correre contro i fantasmi avversari ed evitare di arrivare ultimo (ed essere, quindi, eliminato) in un'escalation di tracciati sempre più ardui. Oltre a ciò, l'espansione rinnova la veste grafica dei menù, fissa alcuni bug e migliora la componente online.

#### L'espansioneTrackMania: Speed Up!
La seconda espansione di TrackMania, mai rilasciata definitivamente, è stata disponibile in beta per molto tempo per aiutare gli sviluppatori a capire cosa migliorare nella componente online e specificatamente negli incontri testa a testa, oltre a portare con sé una veste grafica migliorata e più luminosa.

### TrackMania Sunrise
Il seguito di TrackMania riprendeva ed ampliava quanto fatto dal predecessore, mettendo l'editor di tracciati ancor più al centro del gioco. Questo capitolo presentava nuove modalità, un editor più vasto ed un maggior supporto per l'online. Il titolo è uscito nel 2005.

#### L'espansioneTrackMania Sunrise Extreme
Espansione gratuita per Trackmania Sunrise, pubblicata nel marzo 2006 e utilizzabile solo previo possedimento del titolo originale. L'espansione aggiunge nuovi pezzi all'editor, una nuova modalità di gioco in single player e alcune opzioni per l'online.

### Trackmania Original
TrackMania Original è un'edizione migliorata del primo TrackMania uscita nel 2005 che basicamente porta il primo capitolo a girare sullo stesso motore grafico di TrackMania Sunrise, oltre ad aggiungere due nuove modalità: "Platform" e "Stunt", riprese appunto dal precedente capitolo e la sua espansione TrackMania Sunrise Extreme.

#### L'espansioneTrackMania: Level Up!
Level Up! costituisce un'ulteriore espansione di TrackMania Original andando ad arricchire il gioco di nuovi oggetti per l'editor e migliorandone il comparto online.

### TrackMania Nations
Primo videogioco della serie gratuito scaricabile online direttamente dal sito ufficiale Nadeo. È stata commercializzata nel gennaio 2006 in occasione dell'inclusione di TrackMania allElectronic Sports World Cup ('ESWC) e rappresenta il vero terzo capitolo principale della serie. Il gioco presenta delle nuove macchine da corsa con una relativa nuova ambientazione (lo stadio). Il gioco è votato principalmente al multiplayer, presentando inoltre una modalità campagna leggermente più breve rispetto ai precedenti capitoli.

### TrackMania United
Quarto capitolo ufficiale della serie, distribuito nel novembre 2006. Ha 7 ambientazioni con le relative vetture, tutte provenienti dai precedenti capitoli ed espansioni:
- Stadium;
- Coast;
- Bay;
- Island;
- Snow o Alpine;
- Rally;
- Desert o Speed.

#### L'espansioneTrackMania Forever
Espansione gratuita pubblicata online nell'aprile 2008 in due versioni: Nations Forever e United Forever. La prima versione è grande circa 500MB ed è giocabile liberamente, andando ad ampliare la modalità carriera e rifinendo la componente online di TrackMania Nations, che ripropone in veste migliorata; la seconda, invece, è delle dimensioni di circa 900MB e rappresenta il medesimo titolo, diffuso però come espansione del capitolo United, contenente feature esclusive come la possibilità di vedere le skin personalizzate delle altre macchine, nuovi oggetti per l'editor dell'ambientazione Coast e un aggiornamento del sistema di gioco online.

### TrackMania DS
Capitolo studiato appositamente per il Nintendo DS, commercializzato il 14 novembre 2008. Le ambientazioni incluse sono Stadium, Desert e Rally. L'editor di tracciati è presente e include elementi esclusivi rispetto alla controparte console TrackMania: Build to Race. Non è presente il multigiocatore online ma è possibile sfidarsi fino a 4 giocatori in locale.

### Trackmania: Build to Race
Il gioco è uscito nel settembre 2010 in esclusiva per Nintendo Wii pur rappresentando la controparte console di TrackMania DS. Le ambientazioni sono le stesse del capitolo United, esclusa Bay.
Il gameplay simile ai predecessori e le molteplici modalità di gioco rendono la versione Wii quasi identica all'edizione completa per PC United Forever.

### TrackMania Turbo
Questo capitolo (da non confondere con TrackMania Turbo per console, del 2016) esce nel 2010 e include quattro ambientazioni: Stadium, Coast, Island e Snow. Il gioco dà ora la possibilità di giocare online e aumenta le potenzialità dell'editor di tracciati rispetto al precedente capitolo TrackMania DS.

### TrackMania 2
Gioco annunciato nel settembre 2009, che non avrà nulla a che fare con i precedenti capitoli in quanto includerà nuovi paesaggi e nuove funzionalità. Esso si pone infatti come reboot della serie e includerà nuove ambientazioni che saranno aggiunte periodicamente.

#### L'espansioneTrackMania 2: Canyon
L'espansione Canyon, uscita in concomitanza col reboot della serie, propone la prima nuova ambientazione denominata, appunto, Canyon, che riprende a grandi linee l'impostazione della vecchia speed o desert.  Il gioco presenta anche una componente online molto forte, denominata ManiaPlanet, facente parte di una sorta di universo interconnesso tra i giochi dello sviluppatore Nadeo.

##### L'espansioneTrackMania 2: Platform
L'espansione Platform include nuovi tracciati per la modalità giocatore singolo dell'espansione Canyon e aggiunge la modalità "platform", ben nota ai vecchi giocatori di TrackMania, oltre a rifiniture alla componente online.

#### L'espansioneTrackMania 2: Stadium
L'espansione Stadium include una nuova ambientazione ripresa e rielaborata da TrackMania Nations, oltra a nuovi eventi per la modalità giocatore singolo e un potenziamento dell'editor di tracciati.

#### L'espansioneTrackMania 2: Valley
L'espansione Valley reintroduce la "vecchia" ambientazione rally e nuovi eventi carriera e blocchi disponibili nell'editor di tracciati.

### TrackMania Turbo
Gioco annunciato all'E3 2015 e uscito il 22 marzo 2016. Rappresenta il primo capitolo della serie intera ad approdare su Xbox One e Playstation 4 e possiede tutte le caratteristiche chiave della serie: un potente editor di tracciati, una modalità carriera piena di eventi a crescente difficoltà e un buon comparto multigiocatore online. Presente anche l'innovativa modalità "double driver" esclusiva per questo titolo, in cui due giocatori con due GamePad diversi potranno controllare l'auto cercando di coordinarsi.

### TrackMania 2: Lagoon
Sebbene si tratti di un'espansione, questo capitolo rappresenta la forma finale di TrackMania 2 con tutte le espansioni incluse e le funzionalità multigiocatore. Dal suo canto, Lagoon riprende le ambientazioni "Lagoon Rollercoaster" e "Bay" trovate rispettivamente in TrackMania Turbo e i vecchi TrackMania United e Sunrise, introducendo anche nuovi oggetti nell'editor di tracciati e nuovi eventi giocatore singolo.

### TrackMania2020
Gioco annunciato in Francia il 29 febbraio nelle finali della TrackMania Grand League 2020, avrà nuove meccaniche di gioco, nuove fisiche e nuove auto. La data d'uscita sarebbe dovuta essere il 5 maggio, ma, a causa dell'epidemia del COVID-19, è stata spostata al 1º luglio. Il gioco si presenta come ulteriore reboot della serie e un ritorno alle origini della competizione nata con TrackMania Nations: infatti l'ambientazione e le vetture son le stesse di questo vecchio capitolo ma il videogioco presenta un motore grafico aggiornato, un nuovo motore fisico, una modalità carriera ben strutturata, un potente e rinnovato editor di tracciati e una fortissima componente online accessibile previo pagamento di un "pass" annuale.
Durante un evento Ubisoft dedicato all'anniversario della saga Assassin's Creed, tra gli annunci minori viene reso noto che TrackMania sarà disponibile entro la fine dell'anno anche su console di nona generazione Xbox Series e PlayStation 5